# تنقاسي
تنقاسي وتقع على الضفة الغربية لنهر النيل جنوب منطقة مروي (9 كلم) وتمتد من الدبيبة شمالًا وحتى أبورنات في الجنوب، والآن أصبحت منطقة ملتقى طرق (عطبرة هيا- الخرطوم امدرمان - دنقلا) بعد إنشاء شريان الشمال.

## مناطق تنقاسى من الجنوب إلى الشمال
أبورنات - تنقاسي الرويس - تنقاسي السوق -تنقاسي سمعريت بحري - تنقاسي سمعريت قبلي - جزيرة التلبناب - البريقعاب - فتنة - الدبيبة .
الاندية الرياضية هي:
ابرنات، الرويس، السوق، وادي النيل، الشقل، سمعريت، التلبناب، فتنة والدبيبة .
اتحاد تنقاسي: فريق لكرة القدم تأسس في 2011 مكونا من اتحاد جميع اندية تنقاسي عدا نادي الشقل و منضوي تحت اتحاد كريمة - مروي لكرة القدم، لعب موسم 2011 في الدرجة الثالثة و في موسمين متتالين ترقي للدرجة الاولي. حاليا 2018 يلعب بالدرجة الثانية.
وترجع تسمية تنقاسي الي بعض الروايات التي تقول ان كلمة تنقاسى مشتقة من كلمتى (تن وقاسى) حيث ان تن هذا هو الرجل الذي كان حاكما على المنطقة وكان قاسيا، وقد وردت مثل هذه التحريفات في كثير من أسماء قرى منطقة مروي، ولكن الراجح ان كلمة تنقاسى ترجع إلى الممالك النوبية القديمة
شتهرت تنقاسى بوجود سوقها العريق (سوق الثلاثاء) الذي كان يجمع كل سكان المنطقة والمناطق المجاورة بالإضافة إلى العرب الرحل من صحراء بيوضة. وبسبب هذا السوق وفدت إلى المنطقة كمية من العناصر والقبائل الأخرى واستقرت بالمنطقة وتزاوجت بالعناصر الاصلية
ويسمي سوق تنقاسي بالسوق الكبير أو سوق الحراز كما كان يعرف سابقا وذلك نسبة لكثرة شجر الحراز وهوسوق التلاته.وهو مجمع كبير بمنطقة الشمالية كلها بكثرة الناس القادمين إليها ويعتبر هذا السوق مجمع لكل السلع الاستهلاكية لكل قرى المجاورة اعتباراً من المناصير شمالا وحتى كورتي جنوباً ومن كريمة بالضفة الشرقية وحتى الدبة. ويعتبر سوق تنقاسي من أقدم وأكبرالاسواق على الإطلاق في الولاية الشمالية حيث يجمع الاجانب وأهل البلد ومنذ أن كانت الولاية الشمالية وولاية نهر النيل تعرف باسم الأقليم الشمالي يعتبر سوق تنقاسي ثاني أكبر الأسواق بعد سوق الدامر. 

## مميزات المنطقة
هي منطقة زاعية واسعة تمتد معظمها بجوار النيل ومشهورة بأشجار النخيل والفواكه(المنقة والبرتقال والجوافة) والخضروات المنطقة تنتج الفول والقمح اللذان يزرعان في جزيرة التلبناب وأيضا بها مشروع اللار الزراعى ومشروع تنقاسى الكبرى

## مميزات تاريخية
تعتبر المنطقة غنية بالآثار التي توجد في جبال الحسانية والمنطقة الفوق من سوق وكذلك بها مقابر المجزمين التي تعتبر من أقدم المقابر في السودان
حيث كان يجمع الناس المصابين بأمراض الجزام حمانا الله وإيكام في القلعة الفوق من ميدان الكورة شرق المقابر وهي عبارة عن زريبة وكان بها أقدم سوق للنخاسة وكان هذا كطله في عهد الملك تنقا الذي جاءت اسم المنطقة على اسمه والذي كان يتميز بالقسوة قس جمع الجزية ونجارة الرقيق (تنقا قاسي) وتم اختصارها إلي تنقاسي وأيضا ثرايا البنج باشا عبد الله إدريس يقال انه كان من اعيان المنطقة في عهد الإنجليز وهناك صراية ودالتركي بسمعريت قبلي ولكن هذه الأخيرة قد دمرها فيضان 1988م و سهلة الطاهر المعروفة
- ويسكن تنقاسى إلى جانب الشايقيه يوجد أيضا الحسانية والهواوير